# Полум'я над безоднею
«Полум'я над безоднею» (англ. A Fire upon the Deep) — науково-фантастичний роман американського письменника Вернора Вінжі. Один із найвідоміших науково-фантастичних романів 90-х років. Він завоював премію Г'юґо (1992) та приніс письменнику світову славу. В 1999 році автор видав умовний приквел під назвою «Глибина у небі», а в 2012 — продовження «Діти неба».
У романі йдеться про спроби представників декількох космічних цивілізацій завадити поширенню по галактиці злої сутності під назвою Занепад. Тим часом зореліт, який тікав від Занепаду, і володіє інформацією для протидії йому, потрапляє на планету, населену середньовічною цивілізацією.

## Сюжет

### Влаштування галактики
Віндж в своїй книзі пропонує дуже оригінальну модель галактики. За його варіантом, галактика поділена на декілька зон:
- Безодня (англ. The Unthinking Depth) — ядро галактики та його околиці; тут не працюють майже будь-які механізми і нереальна серйозна розумова діяльність будь-яких живих організмів.
- Повільна зона (англ. The Slow Zone) — тут значно комфортніші умови для всього живого, проте неможливі надсвітлові швидкості, що автоматично обмежує в розвитку цивілізації, розташовані тут.
- Край (верхній, середній, нижній) (англ. The Beyond) — власне тут і відбуваються майже всі події, описані в книзі; основна частина галактики, де сконцентровані всі високорозвинені цивілізації та раси.
- Перехід (англ. The Transcend) — зона, де надсвітловий рух легкий і немає обмежень для розвитку органічного чи машинного інтелекту або злиття між ними. Сутності, що її населяють, іноді є злиттям свідомостей цілих цивілізацій. Мешканці Переходу володіють богоподібними силами, здатні створювати життя, незбагненні технології та змінювати закони природи.

### Дія
Одна з людських цивілізацій, Царство Страума, здійснює дослідження на віддаленій, давно покинутій планеті на краю Переходу. В стародавньому архіві дослідники виявляють зародок сутності, що підмовляє їх активувати пристрої, призначення яких люди не розуміють. Це виявляється зародок «зловмисного відхилення другого ступеня», вік якого сягає мільярдів років. Сутність підпорядковує собі комп'ютери та живих істот. Експедиція намагається виправити накоєне, але запізно. Тому дослідники тікають зі своєї лабораторії на двох зорельотах, один з яких майже повністю населений дітьми. Втікачі встигають забрати записи про можливий засіб протидії сутності.
Як вважає сутність, інформацію про засіб протидії міститься на першому зорельоті, який вона знищує. Другий, з дітьми, зануреними в анабіоз, продовжує політ.
«Зловмисне відхилення» швидко розповсюджується, і скоро від цивілізації Страума перестають надходити сигнали. В галактичних масштабах зникнення цивілізацій практично непомітне, тому такий факт розглядають, як «цікаве явище». З часом цивілізації гинуть одна за іншою, занепокоєння від поширення Розпаду, як назвали явище, переростає у паніку. Оскільки сутність звільнили люди, деякі раси бачать причину всіх проблем саме в людях і починають планомірне винищення їхніх цивілізацій, гадаючи, що це допоможе зупинити поширення Розпаду.
Корабель-утікач приземляється на далекій планеті з середньовічною цивілізацією собакоподібних істот «зграй». Місцеві жителі не володіють розумом поодинці, проте в групах діють як колективний розум. Двоє дорослих з екіпажу корабля пробуджують дітей з анабіозу, але потрапляють у засідку фанатиків і гинуть. Аборигени знищують анабіозні капсули, захоплюють хлопця на ім'я Джефрі Олсндот і його поранену сестру Джоанну. У той час як Джефрі опиняється в глибині володінь фанатиків Фленсеристів, Джоанну рятує паломник і доставляє її на човні до сусіднього королівства, яким править Різьбярка по дереву. Фленсеристи кажуть Джефрі, що Джоанна була вбита Різьбяркою, і використовують знання його для розробки передових технологій, таких як гармати та радіозв'язок. Джоанна паралельно допомагає розвитку королівства Різьбярки.
Сигнал лиха від корабля зрештою досягає передатчика, і його отримує доброзичлива сутність на ім'я Старий. Шукаючи інформацію про Розпад і людей, які його звільнили, Старий відтворює чоловіка на ім'я Фам Н'ювен і робить його своїм агентом. Равна Бергсндот, єдина працівниця передатчика, відстежує сигнал до планети «зграй» і переконує свого роботодавця здійснити рятувальну місію, надіславши судно розумних рослин «скродерів».
Перед початком рятувальної місії Розпад атакує передатчик і вбиває Старого. Помираючи, Старий завантажує всю можливу інформацію в розум Фама. Сподіваючись перемогти Розпад, Фам, Равна та двоє «скродерів», Блакитна шкаралупа й Зелене стебло, рятуються перед знищенням передатчика на судні «скродерів». Їх переслідує поневолений Розпадом флот.
Люди прибувають на планету «зграй», об'єднуються з Різьбяркою і перемагають Фленсеристів. Фам збирає доступні дані та ініціює Контрзахід, який розширює Повільну зону на тисячі світлових років, ізолюючи Розпад, але прирікаючи незліченних розумних істот на загибель. Тепер ніхто не може покинути планету «зграй». Фам помирає, проте наостанок лишається втішений тим, що хоча його тіло реконструйоване, але спогади справжні.

## Пов'язані твори
Головний герой Фам Нювен та багато елементів фантастичного всесвіту є в романі-приквелі «Глибина в небі» та невеликому оповіданні «Базіка», дія в якому відбувається через тисячоліття після подій «Полум'я».
2011 року Віндж повернувся до цього циклу, випустивши роман «Діти неба» (англ. The Children of the Sky). Дія роману відбувається через 10 років після подій «Полум'я над безоднею», основні події відбуваються на планеті «зубів».

## Цікаві факти
- У відеогрі Spore, що вийшла 2008 року, є деякі елементи концепції зон Галактики. Зокрема, при наближенні до ядра Галактики істотно падає максимально можлива швидкість переміщення космічного корабля.

## Нагороди
- Нагорода Г'юґо (1992)
- Номінація на премію Неб'юла (1993)